# Euphaedra francina
Euphaedra francina är en fjärilsart som beskrevs av Jean Baptiste Godart 1823. Euphaedra francina ingår i släktet Euphaedra och familjen praktfjärilar. Inga underarter finns listade i Catalogue of Life.